# オッジェッビオ
オッジェッビオ（伊: Oggebbio）は、イタリア共和国ピエモンテ州ヴェルバーノ・クジオ・オッソラ県にある、人口約800人の基礎自治体（コムーネ）。

## 地理

### 位置・広がり
| 隣接するコムーネは以下の通り。括弧内のVAはヴァレーゼ県所属を示す。 - アウラーノ - ブレッツォ・ディ・ベーデロ (VA) - カンネロ・リヴィエーラ - カステルヴェッカーナ (VA) - ギッファ - ポルト・ヴァルトラヴァーリア (VA) - プレメーノ - トラーレゴ・ヴィッジョーナ |

## 行政

### 分離集落
オッジェッビオには、以下の分離集落（フラツィオーネ）がある。
Barbè Superiore, Cadessino, Camogno, Gonte, Lago Maggiore, Novaglio, Piancavallo, Piazza, Rancone, Resiga